# Lee Yung-dug
Lee Yung-dug (hangul: 이영덕; ur. 6 marca 1926, zm. 6 lutego 2010) – południowokoreański polityk, nauczyciel akademicki, premier Korei Południowej w roku 1994.
Ukończył studia na Seulskim Uniwersytecie Narodowym, obronił doktorat na Ohio State University. Pracował jako profesor na Alma Mater, później także na Myongji University. Od 1971 do 1980 zasiadał na czele Koreańskiego Instytutu Edukacji i Rozwoju. W 1984 został przewodniczącym Koreańskiego Czerwonego Krzyża, z ramienia którego w 1985 negocjował z Północnymi Koreańczykami. Później powrócił do pracy akademickiej i w organizacjach pozarządowych, w tym UNESCO. Od 1992 do 1993 był rektorem Myongji University.
Był bliskim współpracownikiem prezydenta Kim Young-sama, w 1993 jego wysłannikiem na rozmowy z Koreą Północną. W grudniu 1993 został mianowany wicepremierem i ministrem unifikacji w rządzie Lee Choi-changa. W kwietniu 1994 prezydent powierzył mu pełnienie funkcji premiera. 21 października podał się do dymisji w związku z zawaleniem się mostu Songsu w Seulu, lecz jej nie przyjęto. Lee Yung-dug zakończył urzędowanie 17 grudnia 1994. Po zakończeniu kadencji zasiadał w radach różnych organizacji pozarządowych. Został jednym z doradców premiera Chung Un-chana, opowiadał się wówczas za utworzeniem miasta przemysłowego Sedżong i przeniesieniem doń stolicy. Zmarł na zapalenie płuc 6 lutego 2010 roku.
Był żonaty, miał syna i dwie córki. Wyznawał chrześcijaństwo.